# Älvsbyn (plaats)
Älvsbyn is een dorpskern (tätort) in de gelijknamige gemeente in de Zweedse provincie Norrbottens län. Älvsbyn betekent 'dorp aan rivier'; het ligt op de zuidoever van de Piteälven. Het ligt tevens aan de monding van de Korsbäcken, die hier de Piteälven instroomt. Alleen de woonwijk Norra Älvsbyn ligt op de noordoever van de Piteälven. Voor 5 juni 1944 heette het dorp Älvsby dan wel Älfsby en daarvoor nog Elfsby. Het wordt ook wel de Parel van Norrbotten genoemd. Vreemd genoeg is het een van de weinige plaatsen zonder Saami naam. Het plaatsje komt ook niet voor als lemma in de Runeborg encyclopedie, terwijl de kerkgemeente al wel wordt genoemd. De kerk dateert van begin 19e eeuw. Het stadje maakt deel uit van de ruit Boden, Luleå, Piteå en Älvsbyn. De film Jägarna over stroperij is in de omgeving opgenomen.
Älvsbyn heeft een ietwat afwijkend klimaat ten opzichte van de omgeving. Doordat het in een kom ligt wordt het er in de winter extra koud, maar in de zomer broeierig heet. Daarnaast heeft het te maken met ontvolking, net zoals de wijde omgeving. Men probeert door vestiging van bedrijven de bevolking “vast te houden”, maar dat kon niet voorkomen dat gedurende de periode 2000 tot 2005 meer het inwonersaantal met 137 daalde.
Ten zuidoosten van de stad lig de Kleine Kanisberg, die in de winter als skihelling kan worden gebruikt en in de zomer als mountainbikehelling of springplaats voor paragliding kan dienen. Een andere bezienswaardigheid is de waterval Storforsen.

## Verkeer en vervoer
Älvsbyn is het verkeersknooppunt van de omgeving. Dat heeft te maken met de plaatselijke historie. De kustlijn is hier rotsachtig en was niet altijd even makkelijk klaar te maken voor verkeersstromen. Hetzelfde geldt voor het moerasachtige binnenland. Het was dan ook vanuit het verleden een makkelijke plaats om de rivier over te steken. Het heeft nog altijd een spoorwegstation (eerste versie in 1893) aan de noord-zuidverbinding aan de kust, de spoorlijn Boden - Bräcke. Ook begint hier de spoorlijn Älvsbyn - Piteå.
De Riksväg 94 (oost-west) en Länsväg 374 (beetje noord-zuid) kruisen elkaar hier. Het heeft in Älvsbyn-Högheden Vliegveld een vliegveldje.
Bestuurscentrum: Älvsbyn
Tätort: Korsträsk · Vidsel · Vistträsk
Småort: Bredsel · Nybyn · Nystrand · Pålsträsk · Tvärån · Övrebyn · Övre Tväråsel
Overig: Arvidsträsk · Granträsk (Älvsbyn)